# Johannes Arndt (Historiker)
Johannes Arndt (* 10. Juli 1957 in Lage) ist ein deutscher Historiker.

## Leben
Arndt wuchs als Sohn eines reformierten Pfarrers in Lippe auf und studierte nach dem Abitur am Neusprachlichen Gymnasium Blomberg an der Ruhr-Universität Bochum Geschichte, Chemie und evangelische Theologie. 1987 wurde er bei Winfried Schulze in Bochum mit einer Arbeit über Das Niederrheinisch-Westfälische Reichsgrafenkollegium und seine Mitglieder 1653–1806 promoviert.
Ab 1988 war Arndt Assistent von Heinz Duchhardt an der Universität Münster, wo er sich 1994 mit einer mediengeschichtlichen Studie über die Verflechtungen des Alten Reiches mit den Niederlanden während des Achtzigjährigen Krieges habilitierte. 1995 bis 1999 war er als wissenschaftlicher Mitarbeiter an der Europaratsausstellung 1648 – Krieg und Frieden in Europa beteiligt. Von 2001 bis 2007 war Arndt wissenschaftlicher Mitarbeiter am vom Heinz Duchhardt geleiteten DFG-Projekt „Herrschaftskontrolle durch Öffentlichkeit. Die publizistische Darstellung politischer Konflikte im Heiligen Römischen Reich (1648–1750)“ am Institut für Europäische Geschichte (Mainz). Von 2015 bis 2018 arbeitete Arndt zusammen mit Esther-Beate Körber im DFG-Projekt „Periodische Presse in der Frühaufklärung (1700–1750) – Ein Vergleich zwischen Deutschland, Frankreich und den Niederlanden“, das am Zentrum für Niederlandestudien der Universität Münster unter Leitung von Friso Wielenga durchgeführt wurde.
Arndts Schwerpunkte liegen auf der Geschichte des Alten Reiches und seinen internationalen Verflechtungen, der Mediengeschichte der Frühen Neuzeit und der Regionalgeschichte Westfalen-Lippes. Seit 2000 hatte Arndt Lehraufträge und Lehrstuhlvertretungen an der Universität Osnabrück, der Humboldt-Universität zu Berlin, der Universität Vechta, der Heinrich-Heine-Universität Düsseldorf, der Justus-Liebig-Universität Gießen, der Albert-Ludwigs-Universität Freiburg und der Universität Duisburg-Essen inne. Er ist als außerplanmäßiger Professor am Historischen Seminar der Universität Münster tätig.
Arndt ist Mitglied im Verein für Reformationsgeschichte, im Wolfenbütteler Arbeitskreis Frühneuzeitforschung, in der Gesellschaft für Reichskammergerichtsforschung und im Naturwissenschaftlichen und Historischen Verein für das Land Lippe e. V. Von 1998 bis 2010 war er Berichterstatter der „Historischen Bibliographie“ für den Zeitraum von 1500 bis 1648.

## Schriften (Auswahl)
Monografien
- Das Niederrheinisch-Westfälische Reichsgrafenkollegium und seine Mitglieder 1653–1806, Zabern, Mainz 1991, ISBN 3-8053-1151-6 (zugl. Dissertation, Ruhr-Universität Bochum, 1987).
- Das Fürstentum Lippe im Zeitalter der Französischen Revolution 1770–1820, Waxmann, Münster u. a. 1992, ISBN 3-89325-090-5.
- Der Fall „Meier Cordt contra Graf zur Lippe“. Ein Untertanenprozeß vor den Territorial- und Reichsgerichten zwischen 1680 und 1720. Gesellschaft für Reichskammergerichtsforschung, Wetzlar 1997.
- Das Heilige Römische Reich und die Niederlande 1566–1648. Politisch-konfessionelle Verflechtungen und Publizistik im Achtzigjährigen Krieg, Böhlau, Köln u. a. 1998, ISBN 3-412-00898-2 (zugl. Habilitationsschrift, Universität Münster 1994).
- Der Dreißigjährige Krieg 1618–1648, Reclam, Stuttgart 2009, 5., aktualisierte und erweiterte Aufl. 2023, ISBN 978-3-15-018642-8.
- Herrschaftskontrolle durch Öffentlichkeit. Die publizistische Darstellung politischer Konflikte im Heiligen Römischen Reich 1648–1750. Vandenhoeck & Ruprecht, Göttingen 2013, ISBN 978-3-525-10108-7.
- mit Esther-Beate Körber: Periodische Presse in der Frühaufklärung (1700–1750). Ein Vergleich zwischen Deutschland, Frankreich und den Niederlanden, 2 Bde., Edition Lumière, Bremen 2020, ISBN 978-3-948077-11-2 und ISBN 978-3-948077-12-9.

Sammelbände
- mit Peter Nitschke: Kontinuität und Umbruch in Lippe – Sozialpolitische Verhältnisse zwischen Aufklärung und Restauration 1750–1820, Landesverband Lippe, Detmold 1994, ISBN 3-9802787-6-X.
- mit Ronald G. Asch und Matthias Schnettger: Die frühneuzeitliche Monarchie und ihr Erbe. Festschrift für Heinz Duchhardt zum 60. Geburtstag, Waxmann, Münster 2003, ISBN 3-8309-1321-4.
- mit Esther-Beate Körber: Das Mediensystem im Alten Reich der Frühen Neuzeit 1600–1750, Vandenhoeck & Ruprecht, Göttingen 2010, ISBN 978-3-525-10093-6.

Aufsätze
- Hochadel in Nordwestdeutschland. Die Mitglieder des Niederrheinisch-Westfälischen Reichsgrafenkollegiums zwischen individuellem Aufstiegsstreben und korporativer Selbstbehauptung (1653–1806). In: Blätter für deutsche Landesgeschichte 106, 1990, S. 185–221.
- Zwischen kollegialer Solidarität und persönlichem Aufstiegsstreben. Die Reichsgrafen im 17. und 18. Jahrhundert. In: Ronald G. Asch (Hrsg.): Der europäische Adel im Ancien Régime. Von der Krise der ständischen Monarchien bis zur Revolution (ca. 1600–1789), Köln/Weimar/Wien 2001, S. 105–128.
- Gab es im frühmodernen Heiligen Römischen Reich ein „Mediensystem der politischen Publizistik“? Einige systemtheoretische Überlegungen. In: Jahrbuch für Kommunikationsgeschichte 6, 2004, S. 74–102.
- Die europäische Medienlandschaft im Barockzeitalter. In: Irene Dingel, Matthias Schnettger (Hrsg.): Auf dem Weg nach Europa. Deutungen, Visionen, Wirklichkeiten. Kolloquium zum 65. Geburtstag von Heinz Duchhardt, 13. bis 15. November 2008, Göttingen 2010, S. 25–40.
- Zeitung, Mediensystem und Reichspublizistik. In: Holger Böning, Volker Bauer (Hrsg.): Zeitungsöffentlichkeit im 17. Jahrhundert – ein neues Medium und seine Folgen, Bremen 2011 (= Presse und Geschichte. Neue Beiträge, Bd. 54), S. 179–200.
- Sichtbare und unsichtbare Grenzen. Das Nebeneinanderleben der Konfessionen in der niederländischen Republik (1581–1795). In: Johannes Paulmann, Matthias Schnettger, Thomas Weller (Hrsg.): Unversöhnte Verschiedenheit. Verfahren zur Bewältigung religiös-konfessioneller Differenz in der europäischen Neuzeit, Göttingen 2016, S. 19–39.